# Siméon Poisson

Siméon Poisson

Siméon Denis Poisson (Pithiviers (Loiret), 21 juni 1781 – Sceaux (Hauts-de-Seine), 25 april 1840) was een Franse wiskundige.
Poissons vader was soldaat, en wilde dat Siméon geneeskunde zou gaan studeren. De eerste patiënt echter die hij alleen opereerde, stierf al enkele uren na de operatie. Vanaf dat moment wilde hij niets meer met geneeskunde te maken hebben en werd wiskunde zijn hobby en werk.
Een bekende uitspraak van hem luidde: "Het leven is goed voor twee dingen: wiskunde leren en wiskunde onderwijzen."

## Levensloop

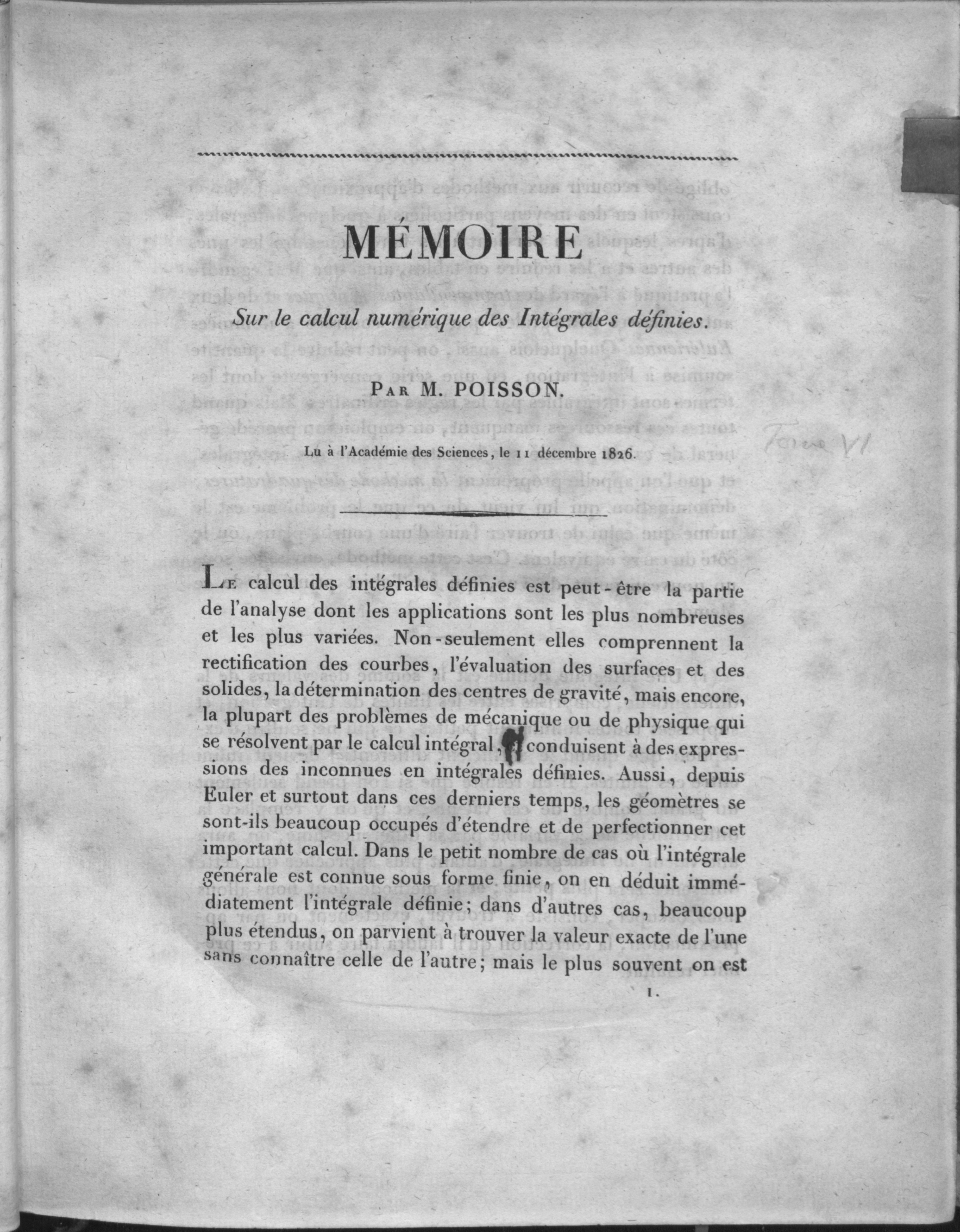
Mémoire sur le calcul numerique des integrales définies, 1826

Poissons vader, Siméon Poisson, was soldaat in de Zevenjarige Oorlog maar, afgeknapt op het gedrag van de lokale militaire leiding, deserteerde hij. Ten tijde van de geboorte van zijn zoon, Siméon-Denis, had hij een administratieve functie in Pithiviers en schijnt aan het hoofd van het lokale bestuur te hebben gestaan tijdens de jaren van de Franse Revolutie. Poisson werd eerst naar een oom gestuurd, een chirurg in Fontainebleau, en begon lessen te nemen op het gebied van bloedingen en blaren, maar boekte weinig vooruitgang. Omdat hij enige wiskundige aanleg leek te hebben, werd hij in de École Centrale van Fontainebleau ingeschreven, waar hij het geluk had een vriendelijke en sympathieke leraar te treffen, M. Billy, die, spoedig vaststellend dat zijn leerling zijn meerdere werd, zich wijdde aan de studie van de hogere wiskunde ten einde Poisson te kunnen volgen en begrijpen. Hij zei over Poissons toekomst door middel van een citaat van Jean de La Fontaine:
"Petit Poisson deviendra grand

Pourvu que Dieu lui prête vie."
(De kleine Poisson zal groot worden, zolang God hem verleent te leven.)
In 1798 begon Poisson aan de École Polytechnique in Parijs, en trok meteen de aandacht van de hoogleraren aldaar, die hem vrij lieten in de keuze van zijn onderwerpen. In 1800, minder dan twee jaar na zijn start, publiceerde hij twee documenten, een over Étienne Bézout's eliminatie-methode, en de ander over het aantal oplossingen van een differentievergelijking. Het laatste document werd opgemerkt door Sylvestre-François Lacroix en Adrien-Marie Legendre, die adviseerden het te publiceren in de Recueil des savants étrangers, een grote eer voor een 18-jarige jongeman. Door dit succes verkreeg Poisson toegang tot het wetenschappelijke wereldje. Joseph-Louis Lagrange, van wie hij de colleges over functietheorie bijwoonde aan de École Polytechnique, merkte zijn talent op en werd een vriend. Pierre-Simon Laplace, in wiens voetspoor Poisson trad, zag hem eerder als een soort zoon. De rest van zijn loopbaan, tot zijn dood in Sceaux nabij Parijs, was vrijwel geheel gewijd aan het produceren en publiceren van zijn vele werken, en aan de verplichtingen van de vele onderwijsfuncties die hij bekleedde.
Onmiddellijk na afronding van zijn opleiding aan de École Polytechnique werd hij daar aangesteld als repetitor, hetgeen hij informeel als leerling reeds gedaan had; zijn medestudenten gingen namelijk na een extreem moeilijk college vaak naar Poissons kamer, om hem het college te horen herhalen en toelichten. Hij werd benoemd tot assistent-hoogleraar (professeur suppléant) in 1802, en in 1806 tot hoogleraar als opvolger van Jean Baptiste Joseph Fourier, die naar Grenoble vertrok. In 1808 werd hij astronoom aan het Bureau des longitudes. En toen in 1809 de Faculté des Sciences werd opgericht, kreeg Poisson een benoeming tot hoogleraar in de klassieke mechanica (professeur de mécanique rationelle). Daarnaast werd hij onderzoeker aan de École Militaire in Saint-Cyr in 1815, onderzoeker aan de École Polytechnique in 1816, raadsman van de universiteit in 1820 en meetkundige bij het "Bureau des longitudes" als opvolger van Laplace in 1827.
In 1817 huwde hij Nancy de Bardi. Zijn vader, wiens vroege ervaringen een afkeer van aristocraten teweeg hadden gebracht, voedde hem op in de geest van de eerste republiek. Poisson hield zich ook aan de principes van de familie en weigerde zich voor te doen als een aanhanger van Napoleon I. Toen de familie Bourbon opnieuw aan de macht was, bracht zijn haat tegen Napoleon hem ertoe om een 'Legitimist' te worden. Gedurende de Honderd Dagen was hij trouw aan de Bourbons. Na de tweede terugkeer van de Bourbons werd zijn loyaliteit beloond, toen hem in 1821 de titel van baron werd verleend. De revolutie van juli 1830 dreigde hem zijn status te ontnemen, maar dit werd voorkomen door de nieuwe 'burgerkoning' Lodewijk Filips I van Frankrijk.
Als docent wiskunde was Poisson zeer succesvol. Als wetenschapper werd zijn hoge activiteit door weinigen geëvenaard. Ondanks zijn vele officiële verantwoordelijkheden publiceerde hij meer dan 300 teksten op het brede gebied van de zuivere en toegepaste wiskunde. Twee van zijn uitspraken illustreren hoe hij zoveel kon bereiken: "La vie n'est bonne qu' à deux choses — à faire des mathématiques et des professeurs" en "La vie c'est le travail" (Leven is werken).
Zijn grootste bijdrage aan de wetenschap ligt in de toegepaste wiskunde, zoals zijn artikelen over de theorie van elektriciteit en magnetisme.
Zeer belangrijk zijn daarnaast zijn artikelen over de mechanica van hemellichamen, waarmee hij bewees een waardig opvolger van Laplace te zijn. De belangrijkste hiervan zijn Sur les inégalités séculaires des moyens mouvements des planètes en Sur la variation des constantes arbitraires dans les questions de mécanique, beide verschenen in het Journal van de École Polytechnique in 1809. Poisson besprak de beroemde vraag over de stabiliteit van de banen van de planeten. Dankzij Poisson werd Lagrange gestimuleerd, na een lange periode zonder wetenschappelijke resultaten, het volgende artikel op te stellen: Sur la théorie des variations des éléments des planètes, et en particulier des variations des grands axes de leurs orbites.
Poisson vond een variant op de partiële differentiaalvergelijking van de tweede orde van Laplace voor de potentiaal:
{\displaystyle \nabla ^{2}\phi =-4\pi \rho },
tegenwoordig de Poissonvergelijking genoemd, of de vergelijking van de potentiaaltheorie, gepubliceerd in het 'Bulletin de société philomatique' (1813). Voor ρ = 0 ontstaat de Laplacevergelijking:
{\displaystyle \nabla ^{2}\phi =0}
In 1812 ontdekte Poisson dat de Laplacevergelijking slechts van toepassing is in de omgeving van een massief lichaam. Een strikt bewijs voor lichamen met een variabele dichtheid werd gegeven door Carl Friedrich Gauss in 1839. Beide vergelijkingen hebben een equivalent in het rekenen met vectoren.
Poissons twee belangrijkste artikelen over dit onderwerp zijn Sur l'attraction des sphéroides (Connaiss. ft. temps, 1829), en Sur l'attraction d'un ellipsoide homogène (Mim. ft. l'acad., 1835). Ook zij hier vermeld zijn artikel over golftheorie (Mém. ft. l'acad., 1825).
In de zuivere wiskunde heeft hij een artikelenserie gepubliceerd over de bepaalde integraal, en artikelen over de fourierreeks, die de weg bereid hebben voor het onderzoek van Johann Peter Gustav Lejeune Dirichlet en Bernhard Riemann over hetzelfde onderwerp. Deze kunnen gevonden worden in het Journal van de École Polytechnique, tussen 1813 en 1823, en in de Memoirs de l'académie uit 1823. Hij bestudeerde ook Fourierintegralen. Daarnaast worden hier genoemd zijn essay over analyse van variëteiten (Mem. de l'acad., 1833), en zijn artikelen over de kans van optreden van de gemiddelde waarde van een steekproef (Connaiss. d. temps, 1827, &c). De Poissonverdeling in de kansrekening is naar hem genoemd.
In zijn Traité de mécanique (2 vols. 8vo, 1811 arid 1833), geschreven in de stijl van Laplace en Lagrange, poneerde hij veel nieuwe ideeën, zoals het expliciet gebruiken van de impuls als onafhankelijke variabele, hier weergegeven als {\displaystyle p_{i}}:
{\displaystyle p_{i}={\partial T \over {\partial (\partial q_{i}/\partial t})},}

die het werk hebben beïnvloed van William Rowan Hamilton en Carl Gustav Jakob Jacobi.
Poisson publiceerde ook een aantal documenten die waren bedoeld om onderdeel uit te gaan maken van een veelomvattend boekwerk over mathematische fysica, hetgeen hij echter tijdens zijn leven niet heeft kunnen afronden. De volgende documenten worden hier genoemd:
- Théorie nouvelle de l'action cappillaire (4to, 1831);
- Théorie mathématique de la chaleur (4to, 1835);
- Supplement bij dit document (4to, 1837);
- Recherches sur la probabilité des jugements en matières criminelles et matiere civile (4to, 1837), alle gepubliceerd in Parijs.

In 1815 hield Poisson zich bezig met integratie over paden in het complexe vlak. In 1831 leidde hij, onafhankelijk van Claude-Louis Navier de Navier-Stokes-vergelijkingen af. In 1832 kreeg hij de Copley Medal. Hij is een van de 72 Fransen wier namen in reliëf op de Eiffeltoren zijn aangebracht.